# Christopher Kröhn
Christopher Jakob Kröhn (* 4. Mai 1999 in Wien) ist ein österreichischer Fußballspieler türkischer Abstammung.

## Karriere
Kröhn begann seine Karriere beim SC Red Star Penzing. 2009 wechselte er in die Jugend des First Vienna FC. 2011 schloss er sich dem 1. Simmeringer SC an. Von 2012 bis 2013 und von 2015 bis 2016 spielte er jedoch kurzzeitig erneut für die Vienna. Im Mai 2016 debütierte er für die Zweitmannschaft der Vienna in der fünftklassigen 2. Landesliga, als er am 26. Spieltag der Saison 2015/16 gegen den KSV Siemens/Großfeld in der 62. Minute für Floris van Zaanen eingewechselt wurde.
Nach seiner Rückkehr zu Simmering gab er im September 2016 sein Debüt in der Wiener Stadtliga, als er am sechsten Spieltag der Saison 2016/17 gegen den FC Karabakh Wien in der 67. Minute für Julian Meister ins Spiel gebracht wurde. Im Juni 2017 erzielte er bei einer 4:1-Niederlage gegen den SR Donaufeld Wien sein erstes Tor in der vierthöchsten Spielklasse. Zu Saisonende stieg er mit Simmering aus dieser jedoch ab.
Im Jänner 2018 wechselte Kröhn in die Türkei zum Drittligisten Eyüpspor. Sein Debüt in der TFF 2. Lig gab er im Mai 2018, als er am 34. Spieltag der Saison 2017/18 gegen Menemen Belediyespor in der Startelf stand. Nach zwei Einsätzen für Eyüpspor verließ er den Verein im Oktober 2018.
Im Februar 2019 kehrte er nach Österreich zurück und wechselte zum viertklassigen SV Gmunden. Für Gmunden kam er zu 13 Einsätzen in der OÖ Liga, aus der er mit dem Verein allerdings zu Saisonende abstieg. Zur Saison 2019/20 wechselte er zum sechstklassigen SV Sieghartskirchen. Nach elf Einsätzen in der Gebietsliga wechselte er im Februar 2020 weiter zum Regionalligisten FC Marchfeld Donauauen. In Mannsdorf kam er bis zum Saisonabbruch zu einem Einsatz in der Regionalliga. Zur Saison 2020/21 wechselte er zum Ligakonkurrenten FC Mauerwerk. In eineinhalb Jahren bei Mauerwerk kam er zu 17 Einsätzen in der Regionalliga, in denen er vier Tore machte.
Im Jänner 2022 wechselte er leihweise zum Zweitligisten SK Vorwärts Steyr. Für Steyr kam er zu 14 Einsätzen in der 2. Liga, in denen er fünf Tore erzielte. Nach dem Ende der Leihe blieb der Angreifer in der 2. Liga und wechselte fest zum Floridsdorfer AC. Für die Wiener kam er zu 24 Zweitligaeinsätzen, in denen er sechsmal traf.
Zur Saison 2023/24 wechselte Kröhn nach Ungarn zum Zweitligisten Győri ETO FC. Für Győr kam er bis Saisonende zu 28 Einsätzen in der Nemzeti Bajnokság II, mit dem Klub stieg er zu Saisonende in die Nemzeti Bajnokság auf. Im ungarischen Oberhaus kam er in der Saison 2024/25 bis zur Winterpause aber nur einmal zum Zug. Im Februar 2025 kehrte Kröhn daraufhin nach Floridsdorf zurück. Für den FAC absolvierte er 14 Zweitligaspiele, in denen er viermal traf. Nach der Saison 2024/25 verließ er den Verein wieder.

## Persönliches
In der Türkei spielte Kröhn mit dem Familiennamen seiner türkischen Mutter als Christopher Aydemir.